# Donavan Brazier
Donavan Brazier (Grand Rapids, 15 de abril de 1997) é um atleta meio-fundista norte-americano, campeão mundial dos 800 metros em Doha 2019. Ele detém o recorde norte-americano para a distância – 1:42.34 – conseguido quando ganhou a medalha de ouro em Doha em 2019, que é também o recorde vigente do Campeonato Mundial de Atletismo.